# Isola della Piccola Barriera

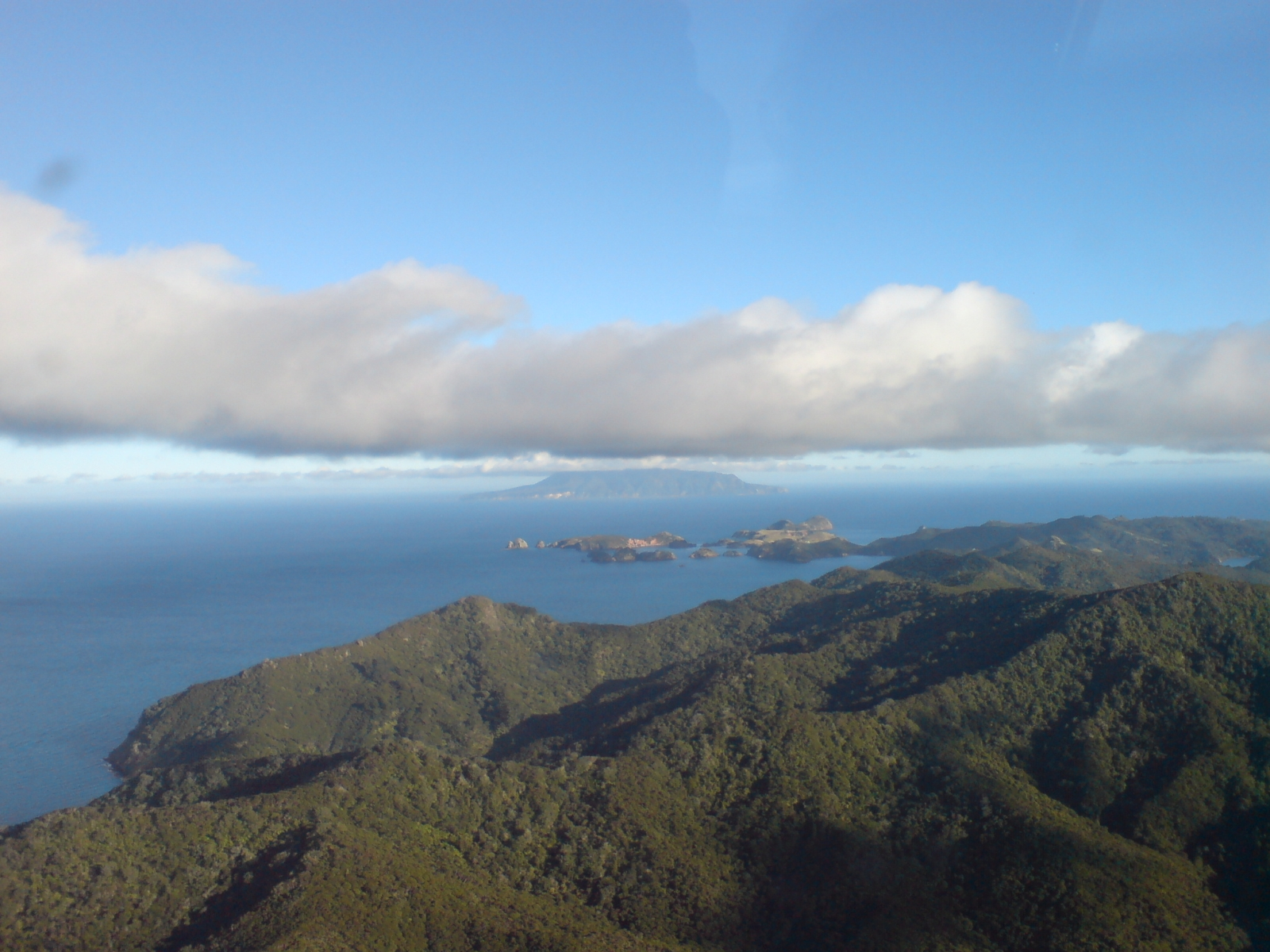
L'isola vista dall'Isola della Grande Barriera

L'isola della Piccola Barriera (Little Barrier Island in inglese, Hauturu in lingua māori) è un'isola della Nuova Zelanda situata nella parte settentrionale dell'Isola del Nord. Essa si trova circa 80 chilometri a nord della città di Auckland e si estende su di una superficie di poco più di 28 chilometri quadrati, con una forma circolare avente un diametro di circa 6 chilometri. Insieme alla più grande Isola della Grande Barriera protegge il Golfo di Hauraki dalla maggior parte delle tempeste provenienti dall'oceano Pacifico, da cui il nome con cui queste due isole sono state battezzate il 23 novembre 1769 dal capitano James Cook.

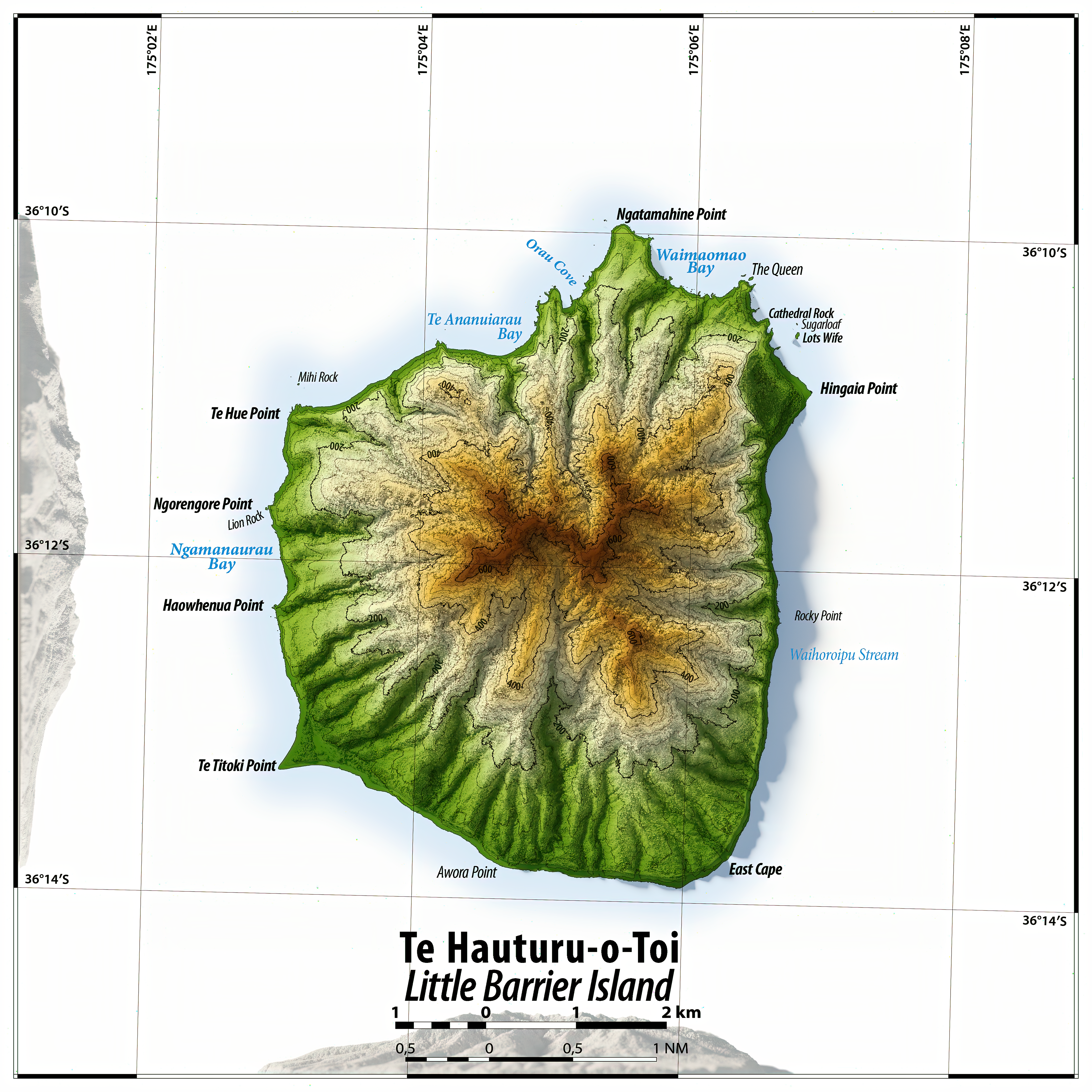
Mappa di Little Barrier Island

Fu dichiarata riserva per la conservazione della fauna nel 1985. Il territorio appartiene amministrativamente al Distretto di Auckland.

## Geografia
L'isola è formata da un vulcano oggi estinto, attivo in un periodo compreso fra 1 e 3 milioni di anni fa; esso è strettamente correlato con altri due vulcani che si trovano circa 120 chilometri a nordovest, nei pressi di Whangarei. Il vulcano si innalza fino ad un'altitudine di 722 metri sul livello del mare, con fianchi molto ripidi e profondamente segnati da gole e burroni.

## Protezione ambientale
L'isola fa parte dell'Hauraki Gulf Maritime Park ed è uno dei più importanti santuari biologici della Terra. L'isola è disabitata (tranne che per quanto riguarda il personale del parco) e non è nemmeno ammesso approdarvici; sono solamente disponibili dei permessi speciali per scopi scientifici.